# Hur långt kan det gå?
Hur långt kan det gå? är en svensk sång och den andra singeln av sångaren Olle Ljungström som soloartist.
Singeln släpptes i maj 1993, i samband med hans första soloalbum, Olle Ljungström (1993). Med på singeln fanns även låten "Tivoli". Båda låtarna fanns med på själva debutalbumet. Låten "Hur långt kan det gå?" blev även musikvideo.
Artisten Alf gjorde en cover på "Hur långt kan det gå?" på hyllningsskivan Andra sjunger Olle Ljungström (2008), där även Bo Sundström gjorde en cover på "Tivoli."

## Låtlista
Text: Olle Ljungström. Musik: Olle Ljungström och Heinz Liljedahl.
1. "Hur långt kan det gå?" (4:21)
2. "Tivoli" (3:52)